# Prado del Rey
Prado del Rey est une ville d’Espagne, dans la province de Cadix, communauté autonome d’Andalousie.
Il fait partie de la Route des Villages blancs.

## Géographie

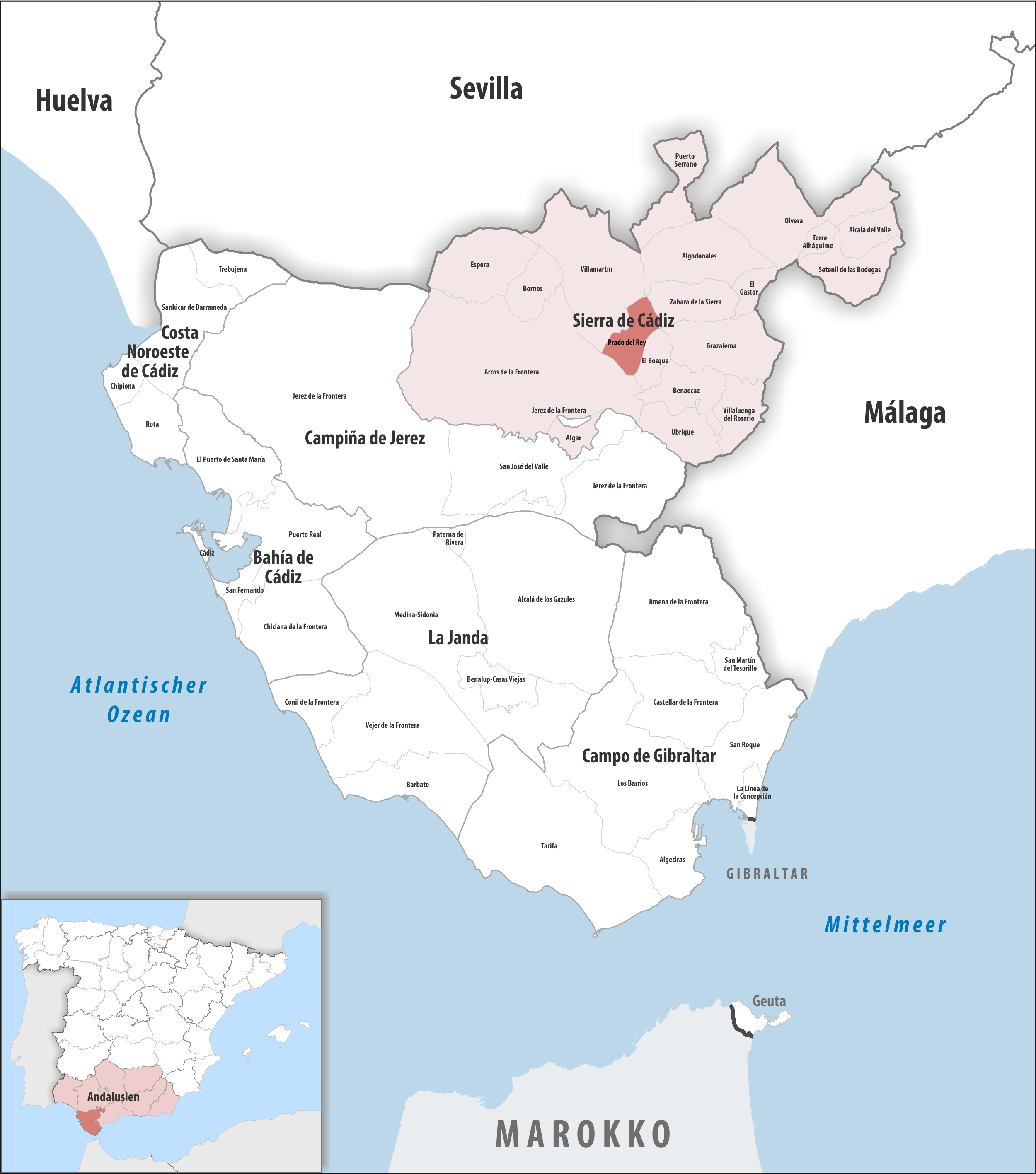
Prado del Rey dans la province de Cadix / en Andalousie

### Localisation
La commune de Prado del Rey est au centre de la comarque de Sierra de Cadix, dans le nord-est de la province de Cadix.
Cadix est à 91 km au sud-ouest ;
Jerez de la Frontera à 62 km à l'ouest-sud-ouest ;
Malaga à 162 km à l'est (avec un assez grand détour par le nord-est qui évite les petites routes de montagne passant entre les sommets du parc national de la Sierra de las Nieves) ; 
Gibraltar à 151 km sud-sud-est ; 
Algésiras à 134 km au sud ; 
.
La partie est-nord-est de la commune est dans le parc naturel de la Sierra de Grazalema ; et la pointe sud de la commune est dans le parc naturel Los Alcornocales (es), à moins de 2 km du réservoir de Los Hurones (es) qui est entièrement inclus dans le parc Los Alcornocales.

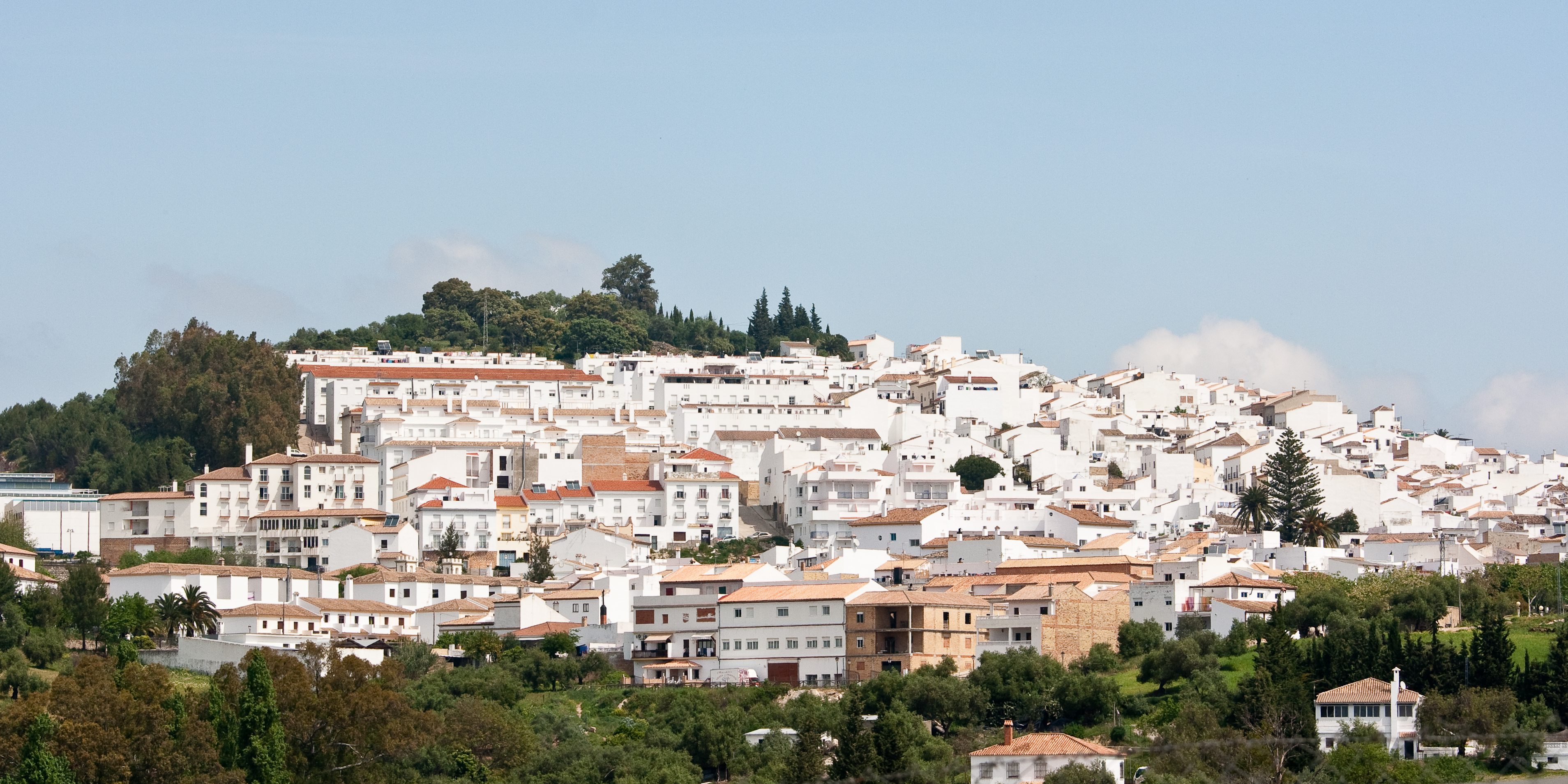
Le village
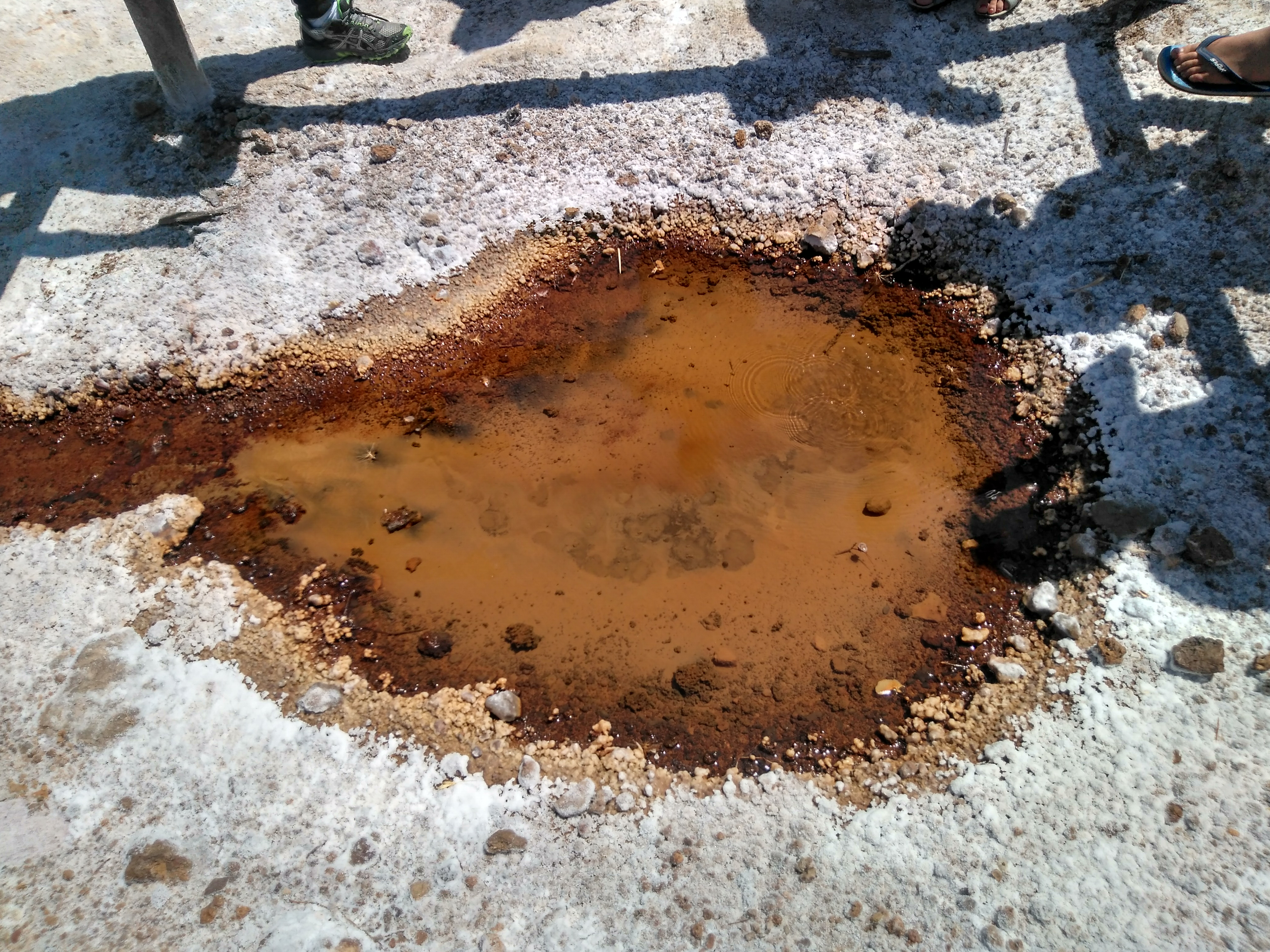
Source de Hortales, salines d'Iptuci
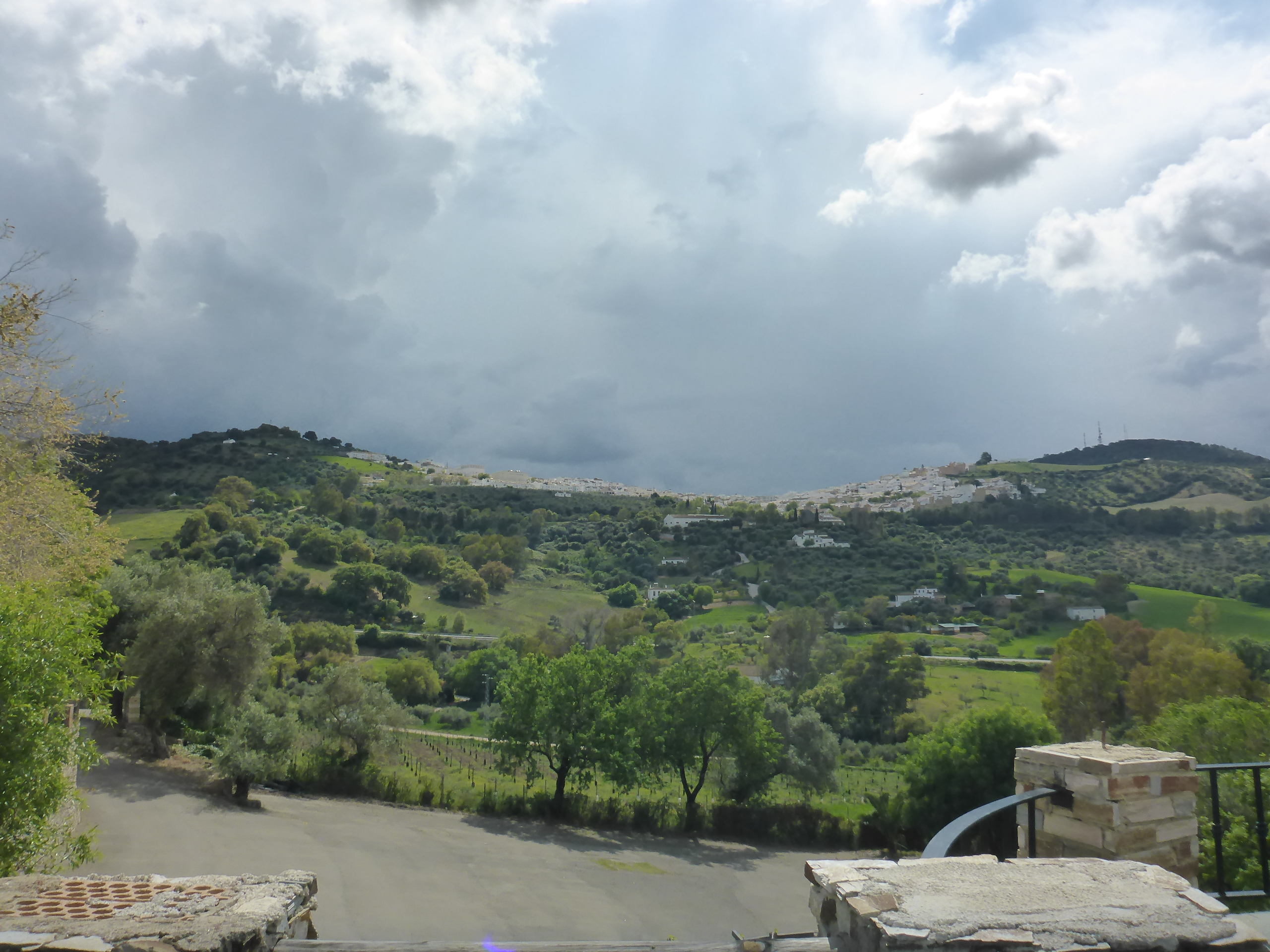
Prado del Rey depuis Huerta Dorotea

## Histoire
Le peuplement dans les environs est documenté depuis au moins le VIe millénaire avant notre ère.

Le site d'Iptuci a été occupé de l'âge du bronze au XIIIe siècle. Il est remarquable pour ses salines antiques, encore exploitées à ce jour.